# Antiinflamatorios herbales
Antiinflamatorios herbales son los preparados con hierbas o plantas medicinales usados en la medicina herbal o herbalismo por su propiedad antiinflamatoria o antiflogística. Se usan como alternativa a los medicamentos antiinflamatorios empleados por la medicina moderna como los corticoides y los AINE (antiinflamatorios no esteroideos). 
La utilización de hierbas como medicina es anterior a la civilización, y generalmente el descubrimiento de las hierbas medicinales fue por casualidad, al observar los efectos de una hierba cuando se las buscaba para que sirvieran de nuevos alimentos.
Entre los antiinflamatorios herbales más conocidos o usados están los preparados en diversas formas (cataplasmas, emplastos, cocimientos, etc) con flores de la tribu calenduleae o con las plantas del género árnica.
Otras plantas con efectos antiinflamatorios son:
- La Matricaria chamomilla, camomila o manzanilla entre otros nombres comunes.
- El Fraxinus excelsior o fresno.
- La Fumaria officinalis, palomilla o sangre de Cristo entre otros nombres comunes.
- El Hypericum perforatum, hipérico y hierba de San Juan entre otros nombres comunes.
- El Plantago lanceolata, llantén menor o siete venas entre otros nombres vernáculos. Se lo utiliza en infusión, o en forma de cataplasma.[2]
- La Desmodium molliculum, manayupa entre otros nombres comunes.[3]
- La Pulmonaria officinalis o pulmonaria.[4]
- La Glycyrrhiza glabra o regaliz.[5]
- El Salix alba o sauce blanco.[6]
- La tabebuia impetiginosa, tebula o lapacho.
- La Viola tricolor o pensamiento salvaje.
- La Harpagophytum procumbens, garra del diablo o harpagófito.
- El Ribes nigrum, grosellero negro o zarzaparrilla negra.